# Chapel of the Transfiguration

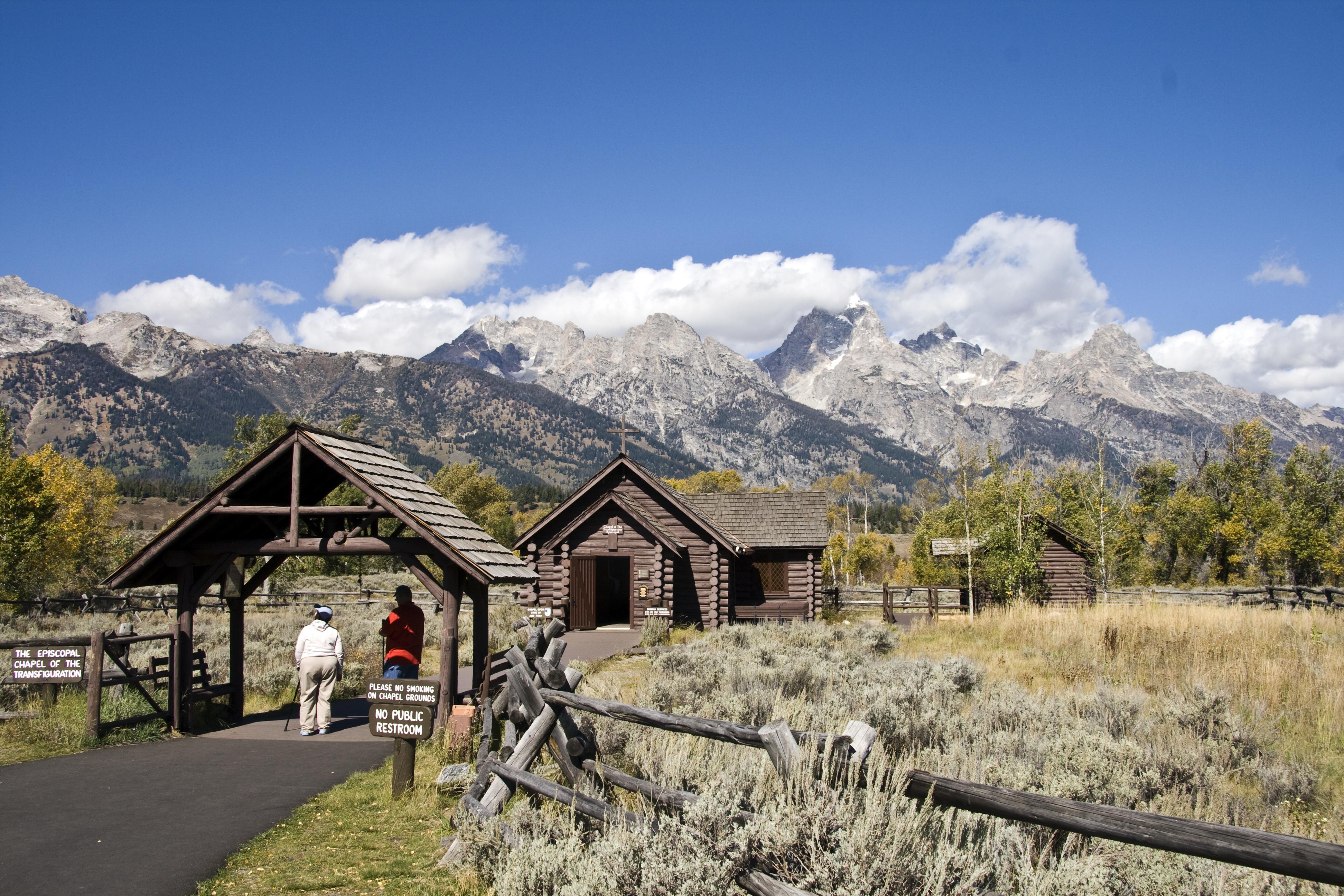
Chapel of the Transfiguration

De Chapel of the Transfiguration of Transfiguratiekapel is een episcopaalse kapel in het gehucht Moose, dat in de vallei Jackson Hole ligt, in de Amerikaanse staat Wyoming. Moose en de kapel liggen in het Grand Teton National Park.
Het is een kleine houten kapel opgebouwd als een rustieke blokhut. Ze is zo ontworpen dat de bergen van de Cathedral Group goed te zien zijn door de grote ruit in de kapel. Gezien de idyllische ligging is de Chapel of the Transfiguration een geliefde plaats voor bruiloften. De kerk is een eigendom van en wordt uitgebaat door de episcopaalse kerk St. John's uit Jackson (Wyoming).